# جگوار سی-ایکس۷۵
جگوار سی-ایکس۷۵ (به انگلیسی: Jaguar C-X75) یک خودروی مفهومی هیبریدی-الکتریکی ۲ سرنشینه است که توسط خودروساز بریتانیایی جگوار کارز با مشارکت مشتق از تیم فرمول یک، مهندسی پیشرفته ویلیامز، تولید شده است که در نمایشگاه خودروی پاریس ۲۰۱۰ معرفی شد. پیشرانه کانسپت سی-ایکس۷۵ دارای امتیاز ۷۷۸ اسب بخار (۷۸۹ اسب بخار متری؛ ۵۸۰ کیلووات) است از طریق چهار موتور الکتریکی YASA , که هر کدام یکی از چهار چرخ را به حرکت درمی‌آورند. باتری‌های محرک این موتورها با استفاده از دو توربین میکرو گاز دیزلی به جای یک موتور چهار زمانه معمولی شارژ می‌شوند. این به عنوان یک مطالعه طراحی توصیف شد که بر طراحی و فناوری آینده تأثیر می‌گذارد.
در مه ۲۰۱۱ جگوار تولید محدود سی-ایکس۷۵ را از سال ۲۰۱۳ تا ۲۰۱۵ با یک موتور بنزینی فشرده و القایی اجباری همراه با موتورهای الکتریکی به جای توربین‌های گاز میکرو در خودروی مفهومی اعلام کرد. قرار بود حداکثر ۲۵۰ خودرو با مشارکت ویلیامز پیشرفته ساخته شود. انتظار می‌رفت نسخه تولیدی دارای محدوده تمام الکتریکی ۵۰ کیلومتر (۳۱ مایل) باشد. در دسامبر ۲۰۱۲، این شرکت لغو تولید را به دلیل رکود بزرگ اعلام کرد. پنج نمونه اولیه توسعه در مشخصات خودروی تولیدی در سال ۲۰۱۳ تولید شد این خودرو در فیلم اسپکتر در سال ۲۰۱۵، بیست و چهارمین فیلم جیمز باند که در آن هفت خودرو در اختیار سازندگان فیلم قرار گرفت، نمایش داده شد.

## پیشرانه و عملکرد
از دید عملکرد، جگوار هدف خودروی اسپورت آینده خود را برای رسیدن به سرعت ۳۳۰ کیلومتر بر ساعت (۲۰۵ مایل بر ساعت) و شتاب ۰ تا ۱۰۰ کیلومتر بر ساعت (۰ تا ۶۲ مایل بر ساعت) در ۲٫۹ ثانیه و ۸۰ تا ۱۴۵ کیلومتر بر ساعت (۵۰ تا ۹۰ مایل بر ساعت) در ۲٫۳ ثانیه پیش‌بینی کرده بود. این موتور توسط چهار موتور الکتریکی ۱۴۵ کیلووات (۱۹۴ اسب بخار) – یکی برای هر چرخ – که در مجموع ۷۸۰ اسب بخار (۵۸۲ کیلووات) و گشتاور کل خروجی ۱٬۶۰۰ نیوتن متر (۱٬۱۸۰ پوند نیرو-فوت) دارند، تأمین می‌شود. ذاتی پیشرانه این است که به‌طور مستقل هر چرخ را در محدوده سرعت کامل به حرکت درآورد که به عنوان بردار گشتاور شناخته می‌شود. وزن هر موتور ۵۰ کیلوگرم (۱۱۰ پوند) است.
میکرو توربین‌های گاز Bladon Jets برق کافی برای افزایش برد خودرو تا ۹۰۰ کیلومتر (۵۵۹ مایل) تولید می‌کنند در حالی که تولید ۲۸ گرم CO2
در هر کیلومتر در چرخه آزمایش اتحادیه اروپا. در حالی که سی-ایکس۷۵ فقط با باتری کار می‌کند، برد تمام الکتریکی ۱۱۰ کیلومتر (۶۸ مایل) دارد. از جمله مزایای دیگر، میکروتوربین‌های مورد استفاده در سی-ایکس۷۵ می‌توانند با طیف وسیعی از سوخت‌ها از جمله گازوئیل، سوخت های زیستی، گاز طبیعی فشرده و گاز نفت مایع کار کنند. بسته باتری لیتیوم یون ۱۵ کیلووات ساعت وزن ۱۸۵ کیلوگرم (۴۰۸ پوند) دارد. جگوار میانگین انتشار کربن را در چرخه آزمایش اروپا ۲۸ گرم در کیلومتر تخمین زده است، با این حال، انتشار کربن در صورت کارکردن توربین‌ها حدود ۱۵۰ گرم در کیلومتر است.
جگوار همچنین به منظور بهبود عملکرد بر روی آیرودینامیک تمرکز کرده است. به عنوان مثال، دیفیوزر عقب فیبر کربنی که جریان هوا را از زیر خودرو و ایجاد نیروی پایین هدایت می‌کند و شامل یک آئروفویل فعال است و با افزایش سرعت به‌طور خودکار پایین می‌آید. علاوه بر این، سی-ایکس۷۵ دارای شاسی آلومینیومی اکسترود شده و متصل، الهام گرفته از هوافضا، کاهش وزن و بهبود پایداری و عملکرد است.

## تولید
در مه ۲۰۱۱ جگوار از برنامه‌های خود برای تولید سی-ایکس۷۵ پرده برداری کرد. این شرکت قصد داشت حداکثر ۲۵۰ خودرو را با مشارکت ویلیامز پیشرفته تولید کند. این تصمیم بخشی از یک برنامه سرمایه‌گذاری ۵ میلیارد پوندی بود که توسط جگوار لندرور (JLR) در مارس ۲۰۱۱ در نمایشگاه خودرو ژنو برای عرضه ۴۰ «محصول جدید مهم» طی پنج سال آینده اعلام شد. این مدل قرار بود از سال ۲۰۱۳ تا ۲۰۱۵ ساخته شود، اگرچه هنوز مشخص نشده بود که در کجا تولید می‌شود.
سی-ایکس۷۵ قرار بود بدون میکروتوربین ساخته شود، در عوض، نسخه تولیدی از یک موتور بنزینی کوچک و القایی اجباری با یک موتور الکتریکی در هر محور استفاده می‌کرد. به منظور ایجاد ساختاری سبک‌وزن، طراحی شده بود که شاسی از فیبر کربن ساخته شود و موتور برای توزیع وزن بهینه و حفظ شبح مفهومی در وسط نصب شود.
انتظار می‌رفت نسخه تولیدی سی-ایکس۷۵ انتشار CO2
کمتر از ۹۹ گرم در کیلومتر، شتاب ۰ تا ۶۰ مایل در ساعت زیر سه ثانیه، بیشینه سرعت بیش از ۲۰۰ مایل بر ساعت (۳۲۰ کیلومتر بر ساعت) و برد تمام الکتریکی کاهش یافته به ۵۰ کیلومتر (۳۱ مایل) در مقایسه با ۱۱۰ کیلومتر (۶۸ مایل) برای مدل مفهومی داشته باشد.

## لغو
در دسامبر ۲۰۱۲، مدیر برند جهانی جگوار لغو تولید را به دلیل رکود جهانی ۲۰۰۸–۲۰۱۲ که هنوز ادامه داشت، اعلام کرد، زیرا این خودروساز بابود که «به نظر می‌رسد زمان اشتباهی برای عرضه یک ابرخودروی ۸۰۰٬۰۰۰ پوندی تا یک میلیون پوندی باشد». این شرکت انتظار داشت از بخشی از سرمایه‌گذاری در توسعه سی-ایکس۷۵ با استفاده از فناوری سی-ایکس۷۵ در خودروهای جگوار آینده استفاده کند. جگوار اف-تایپ و جگوار آی-پیس به شدت تحت تأثیر سی-ایکس۷۵ قرار گرفتند و بسیاری از نشانه‌های طراحی و ویژگی‌های تکنولوژیکی را از آن حمل کردند. جگوار تصمیم خود را برای ادامه کار بر روی پنج نمونه اولیه تا ماه مه ۲۰۱۳ اعلام کرد. این نمونه‌های اولیه دارای یک موتور ۱٫۶ لیتری توربوشارژ و سوپرشارژ ۴ خطی همراه با دو موتور الکتریکی YASA هستند که در هر محور خودرو قرار گرفته‌اند. این پیشرانه دارای توان خروجی ترکیبی ۸۹۰ اسب بخار (۹۰۲ اسب بخار متری؛ ۶۶۴ کیلووات) بود در ۹٬۰۰۰ دور در دقیقه و به ماشین کمک کرد تا سرعت ۲۰۰ مایل بر ساعت (۳۲۲ کیلومتر بر ساعت) را به دست آورد. حداکثر سه نمونه از این نمونه‌های اولیه در حراجی فروخته شد، در حالی که یکی از آنها به موزه جگوار آینده رفت و یکی از آنها برای اجرای نمایش توسط جگوار نگهداری شد. یکی از این نمونه‌های اولیه در فیلم جیمز باند در سال ۲۰۱۵ به نام اسپکتر نیز به نمایش درآمد.

## ظاهر در اسپکتر

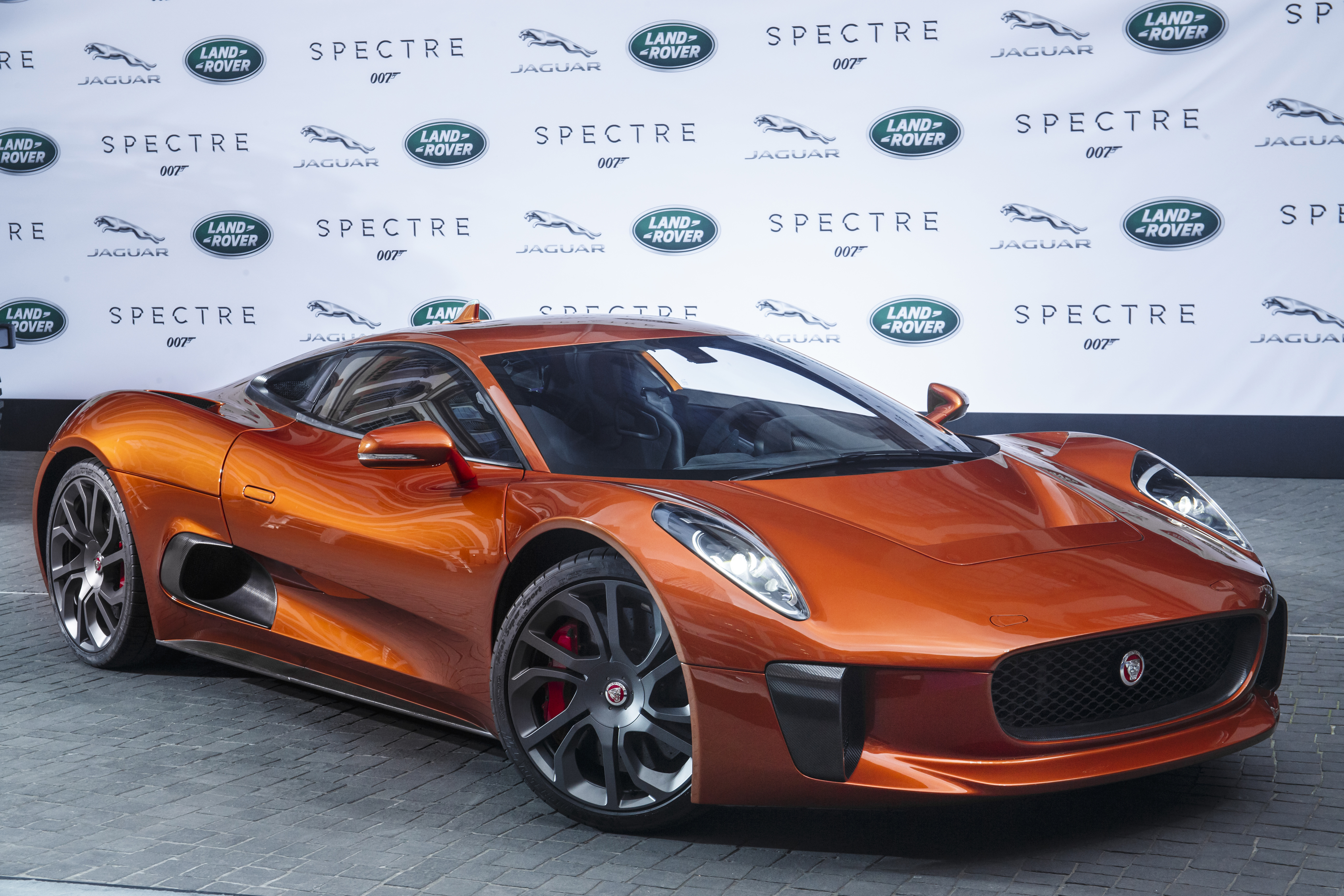
یکی از هفت سی-ایکس۷۵ مورد استفاده در فیلم اسپکتر

یک جگوار سی-ایکس۷۵ (با رنگ نارنجی تیره) در فیلم جیمز باند اسپکتر در سال ۲۰۱۵ در نقش اتومبیل آقای Hinx (دارای مجوز ROMA 860K) ظاهر می‌شود. این شرکت در تعقیب و گریز ماشینی در اطراف رم علیه جیمز باند، که یک استون مارتین دی‌بی۱۰ رانندگی می‌کند، شرکت می‌کند. جگوار هفت نمونه را در اختیار فیلمسازان قرار داد. اگرچه این خودروها از نظر بصری به کانسپت اصلی سی-ایکس۷۵ وفادار هستند، اما از نظر مکانیکی هیچ ارتباطی با هم ندارند. به گفته جان ادواردز، رئیس عملیات خودروهای ویژه JLR، این خودروها «در اطراف یک چارچوب فضایی ساخته شده با مشخصات مسابقات رالی جهانی ساخته شده‌اند» و با یک موتور وی۸ درایو خشک کار می‌کنند. اگرچه ظاهر جدید سی-ایکس۷۵ منجر به این گمانه‌زنی شد که برنامه‌های تولید این خودرو دوباره احیا شده است، ادواردز گفت: «این فیلم فرصتی برای نمایش سی-ایکس۷۵ بود، اما این به معنای تغییر استراتژی نیست.» این خودرو با همکاری شرکت مهندسی پیشرفته ویلیامز ساخته شده است.